# 威望國際
威望國際是一家創立於2006年的臺灣影視發行及製作公司，在臺灣和大中華區的主要業務包括院線發行、家庭娛樂、線上電影、網路電視等。

## 概要
成立初期以複製Netflix營運模式為目標，推出線上娛樂平台及遊戲、影片出租和付費下載，之後策略調整成充實片庫為主，現乃臺灣最具規模電影發行商，院線電影即最大營收來源，其餘為影碟發行、數位平台（包含隨選視訊與電影台）收入；2012年確立「與多平台合作」的內容授權模式，近年則建立自有影音平台，發展國際市場。

## 沿革
- 2004年8月26日，威盛電子轉投資在加州成立VIA on Demand, Inc. (USA)[3]。商業名稱「VIA OnDemand」[4][5][6]。
- 2006年5月25日，另在開曼群島成立VIA on Demand, Inc. (Cayman)將美國公司及後來成立的威望國際納入控股[7]。7月10日，威望國際股份有限公司（VIA on Demand, Inc.）在臺灣設立[8]。
- 2007年1月19日，威望國際更名公司品牌「CATCHPLAY」發表，正式跨足數位娛樂[9][10]，並於年底代理首部電影《末日危城：王者之役》[11]。
- 2009年1月7日，宣佈成立「CatchPlay家庭娛樂」（CatchPlay Home Entertainment）品牌，經營影碟發行市場[12]。5月23日，首次參與投資娜塔莉·波曼自製自演獨立電影《心戀往事（英语：Hesher (film)）》[8]。該年母公司VIA on Demand, Inc. (Cayman)統一名稱為「Catchplay」[13]，在美公司也跟進。
- 2010年2月28日，「CatchPlay.TV」線上電影服務正式上線[8]。11月12日，母公司以英屬蓋曼群島商威望國際娛樂股份有限公司名義在台設分公司主導營運及發行業務。
- 2011年7月1日，「CatchPlay.Me」雲端影音娛樂服務正式上線，整合線上電影及租片、發行影碟等各項資源[14]。
- 2012年5月，威望體系改組，又在開曼群島設置威望媒體控股公司（Catchplay Media Holdings Ltd.）整頓內部[15][16][17]。7月20日，在臺灣成立「威望投資股份有限公司」[18]。
- 2012年11月1日，「CATCHPLAY電影台」於中華電信MOD開播[19]。
- 2013年1月8日，電影台試播後，正式以「CATCHPLAY HD電影台」在中華電信MOD和凱擘大寬頻推出[2][20]。
- 2013年7月18日，公司註冊資料顯示Catchplay, Inc. (USA)已解散[21]。
- 2014年10月20日，與奥飛動漫文化（香港）有限公司合資成立Discovery Entertainment Capital Partners, L.P.[22]，預作二十世紀福斯集團的《神鬼獵人》、《刺客教條》、《縱橫諜海》發行大中華地區市場準備[23][24]。
- 2015年1月，首次投資好萊塢電影見報，即前述三部[25]。5月，成立「英屬維京群島商威亞數位娛樂股份有限公司台灣分公司」（Asiaplay, Inc. Taiwan Branch (B.V.I.) ）與「台灣威亞數位科技股份有限公司」（Asiaplay Taiwan Digital Entertainment Ltd.），完善國際影音採購及自有平台之建立[26]。11月24日，威望投資公司改組完成為威亞數位科技[18]。
- 2016年3月22日，宣布推出「CATCHPLAY On Demand」服務，並與新加坡星和电信及印尼電信（英语：Telkom Indonesia）合作於第二季進入兩地市場[27][28]。
- 2017年1月，服務於鴻海電視盒啟用，全台獨家代理《新世紀福爾摩斯》第四季，與英國零時差同步首播。8月宣布與中嘉網路合作，獨家提供線上電影內容給中嘉120萬用戶。11月與台灣之星合作，獨家提供線上電影內容。全年發行奧斯卡和金球獎得獎電影《樂來越愛你》、《殺手保鑣》、《模犯生》等 24 部院線電影。
- 2018年4月與印尼有線電視/網路供應商 First Media 合作上架，成為 First Media 最主要的 OTT 影音服務合作夥伴。該年五月與台數科合作。[29]
- 2019年與公視基金會、HBO Asia合作投資與發行《我們與惡的距離》，創下2019台劇最大話題與最高收視，八月也於網路獨家播出《俗女養成記》。同時發行奧斯卡與金球獎雙料最佳影片《幸福綠皮書》、全台票房破億韓國賣座電影《雞不可失》，以及韓國影史上第一部奪得坎城影展金棕櫚獎電影《寄生上流》。[30]。10月18日，宣布旗下CATCHPLAY線上影音平台（CATCHPLAY ON DEMAND）更名為「CATCHPLAY+」[31][32]。
- 2020年7月15日，宣布CATCHPLAY+與HBO GO結盟，用戶可在CATCHPLAY+平台上訂閱收看HBO GO的內容[33][34]。7月29日，與文化內容策進院共同宣布成立「SCREENWORKS 影響原創影視股份有限公司」，專注於推出台灣原創影視作品並輸出國際市場[35][36]。
- 2021年4月1日起，與 BBC Studios 攜手宣布展開跨區合作，在台灣和印尼兩地的 CATCHPLAY+ 平台上新增《BBC First》英倫專區，提供訂閱用戶無限觀看，部分新劇將與英國同步首播、週週更新[37][38][39]。
- 2021年12月23日，CATCHPLAY+獨家播出由徐熙娣主持的《熙娣想聊》。這是徐熙娣在卸下《康熙來了》主持前往中國大陸發展後，睽違17年再次在台主持談話性節目[40]。
- 2024年1月1日起，旗下的CATCHPLAY電影台接替衛視電影台，於台灣全國多數有線電視之61頻道為觀眾服務。[41]

## CATCHPLAY 投資/自製/出品電視劇列表
- 以下皆為威望國際股份有限公司、影響原創影視股份有限公司，主要或有份投資的內容。

| 首播時間      | 中文名                | 英文名                                  | 演出者 | 聯播平台                                     |
| ------------- | --------------------- | --------------------------------------- | --- | -------------------------------------------- |
| 2019年3月24日 | 我們與惡的距離 第一季 | The World Between Us                    | 賈靜雯、吳慷仁、陳妤、温昇豪、周采詩、洪都拉斯、曾沛慈、林哲熹、林予晞、施名帥、檢場、謝瓊煖                                                                                    | CATCHPLAY+、HBO GO、公視+                    |
| 2021年8月24日 | 第三佈局 塵沙惑       | Trinity of Shadow                       | 張榕容、莊凱勛、劉冠廷、李銘忠、魏蔓、邱士縉、歐陽倫 | CATCHPLAY+、HBO GO、MyVideo                  |
| 2021年8月8日  | 俗女養成記 第二季     | The Making of an Ordinary Woman 2       | 謝盈萱、吳以涵、藍葦華、夏靖庭、楊麗音、陳竹昇、子育、陳家逵、楊銘威、宋偉恩 | CATCHPLAY+、iQIYI、MyVideo                   |
| 2022年3月27日 | 良辰吉時              | Twisted Strings                         | 張艾嘉、李康生、謝欣穎、楊祐寧、姚以緹、段鈞豪、薛仕凌、黃仲崑、周采詩、吳大維、陳姸霏、唐治平、瑞瑪·席丹、黃遠、顏毓麟、林哲熹、喜翔、洪小鈴、鍾政均、白潤音、陳羅密歐、陳麗貞 | CATCHPLAY+                                   |
| 2022年4月15日 | 正負之間              | Plus & Minus                            | 石承泫、林上豪、李見騰、鄭齊磊 | CATCHPLAY+、Rakuten TV、GagaOOLala           |
| 2023年6月28日 | 給史黛拉的一封情書    | Love Letter for Starla                  | 杰弗里尼科爾、凱特琳霍爾德曼、梅莉安貝琳娜、雷納斯諾瓦、喬納森安德里亞諾、莎莎伍塔里                                                                                            | CATCHPLAY+                                   |
| 2023年8月17日 | 惡靈旅店（影集版）    | Losmen Melati The Series                | 亞歷珊德拉·卓塔多（Alexandra Gottardo）、阿汀達·布列塔尼（Adinda Breton）、塞繆爾·潘傑坦（Samuel Panjaitan）                                                                    | CATCHPLAY+、Hami                             |
| 2024年1月17日 | 非殺人小說            | Not a Murder Story                      | 劉冠廷、王淨、隋棠、劉亮佐、方郁婷、黃耀冬、張詩盈、柯叔元、子育、曾珮瑜、張書豪                                                                                                | CATCHPLAY+、iQIYI                            |
| 2024年8月30日 | 讓我看見你是誰        | I Can See You Shine                     | 雷嘉汭、鄭宇恩、詹懷雲、黃信赫、金東昱、黑嘉嘉、屈中恆、阮氏翠恆、初孟軒、陸明君、洪都拉斯、張睿家、張詩盈、李至正                                                              | CATCHPLAY+                                   |
| 2025年6月7日  | 我們與惡的距離 II     | The World Between Us : After the Flames | 周渝民、薛仕凌、謝欣穎、楊貴媚、子育、劉子銓、詹子萱、白潤音、黃鐙輝、盛鑑 | CATCHPLAY+、公視+、iQIYI、Amazon Prime Video |
| 2025年        | 同棲散策              | Marriage Exposed                        | 林依晨、言承旭、施柏宇、林奕嵐、邱志宇、石知田、黃禮豐、許莉廷、姚淳耀、姚以緹                                                                                                  |                                              |
| 即將播出      | 親密之海              |                                         | 吳慷仁、李銘順 |                                              |

## CATCHPLAY 投資/自製/出品電影列表
- 以下皆為威望國際股份有限公司、影響原創影視股份有限公司，主要或有份投資的內容。

| 首播時間       | 中文名             | 英文名                   | 演出者 | 聯播平台                              |
| -------------- | ------------------ | ------------------------ | --- | ------------------------------------- |
| 2023年8月17日  | 惡靈旅店（電影版） | Losmen Melati The Movie  | 亞歷珊德拉·卓塔多（Alexandra Gottardo）、阿汀達·布列塔尼（Adinda Breton）、塞繆爾·潘傑坦（Samuel Panjaitan） | CATCHPLAY+、Hami、friDay影音、MyVideo |
| 2023年10月27日 | 惡女               | Lost in Perfection       | 林美秀、邵雨薇、曾少宗、李天柱、鳳小岳、高英軒、陳家逵、游珈瑄、徐鈞浩、趙逸嵐、范姜泰基、莊雨潔、林襄       | Netflix                               |
| 2024年2月28日  | 曾博恩：破蛋之路   | Brian Tseng: Trailblazer | 曾博恩 | CATCHPLAY+                            |
| 籌拍中         | 美女瑜伽           |                          | 許慧欣、杜卡妮、陳小春                                                                                       | 腾訊視頻                              |

## 代理款侵吞事件
2012年，電影圈聞人、樂聲影城董事長張心望被威望國際控告侵吞代理電影款項美金1534多萬元。
2006年起王雪紅意圖跨足電影圈出資成立由外甥陳主望主導的威望國際，陳主望由於中文不佳所以委託好友張心望出任兼職總經理，實質控制公司。2012年6月，威望國際認為張心望涉及背信、侵占之嫌，召開董事會後將張心望解職，其內控密查結論認為總經理明知可直接向國外電影片商購買電影授權，卻故意多找一美國中間商JOHNNY LIN(林威)於中間牽線，林威報價過高產生價差，之後價差有美金1534多萬元流向張心望另成立的人頭公司「藝都會公司」。雙方法律戰開始後張心望三度獲不起訴，其中只有部分小案被檢方認定侵吞新台幣97萬多元、依背信罪判刑6個月並易科罰金，而主案一直不被認定。
但王雪紅一方堅持繼續控告，要求詳查內情。北檢第四度偵查後，2018年認定張心望涉背信而起訴。

## 組織架構
- 威望媒體控股公司（Catchplay Media Holdings Ltd.）
  - 英屬蓋曼群島商威望國際娛樂股份有限公司（Catchplay, Inc. (Cayman)）
    - 威望國際股份有限公司（Catchplay, Inc.）

  - 英屬維京群島商威亞數位娛樂股份有限公司（Asiaplay, Inc. (B.V.I.) ）
    - 台灣威亞數位科技股份有限公司（Asiaplay Taiwan Digital Entertainment Ltd.）

## 外部連結
- CATCHPLAY 企業官方網站 （页面存档备份，存于）
- CATCHPLAY+ 線上影音官方網站
- CATCHPLAY的Facebook專頁
- YouTube上的CATCHPLAYPLUS頻道
- CATCHPLAY的X（前Twitter）
- CATCHPLAY的Instagram帳戶
- CATCHPLAY+ 線上影音 （页面存档备份，存于）- Google Play
- CATCHPLAY+ 線上影音 （页面存档备份，存于）- App Store
- 台灣公司資料 （页面存档备份，存于）
- CATCHPLAY電影台官方網站 （页面存档备份，存于）
- CATCHPLAY電影台節目表 （页面存档备份，存于）
- CATCHPLAY電影台的Facebook專頁
- YouTube上的CATCHPLAY電影台頻道